# Plantago macrorrhiza
La estrellamar o Plantago macrorrhiza  es una especie de planta herbácea de la familia de las plantagináceas.

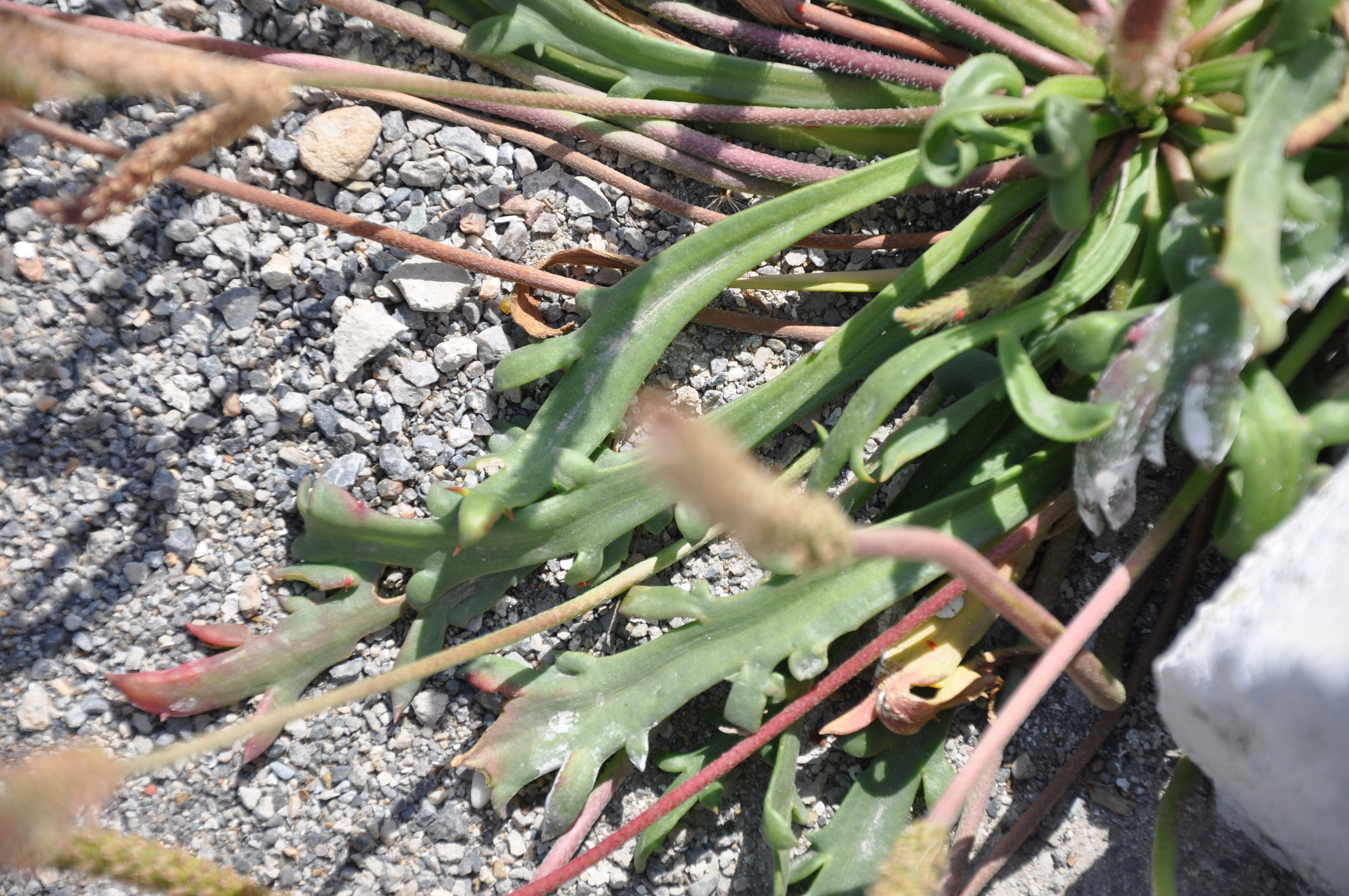
Vista de la planta

## Descripción
Hierba vivaz con rosetas de hojas basales muy ramificadas. Tiene múltiples tallos sin hojas, de mayor longitud que las hojas. Las hojas forman una roseta basal, y son dentadas y crasas, sin pelos o con algunos muy cortos. Flores en la parte superior del escapo en espigas de hasta 16 cm de longitud. Corola con 4 pétalos soldados formando un tubo peloso y 4 lóbulos patentes. Cáliz con sépalos de unos 2,6 mm, escariosos. Androceo de 4 estambres con filamento bastante largo. Ovario súpero, con 2-4 carpelos y 2-4 cavidades. Frutos en cápsula con 1-4 semillas.

## Distribución y hábitat
Distribuida por el Mediterráneo Occidental. Vive en los acantilados del litoral, entre arenas y piedras. Florece y fructifica desde finales del invierno hasta finales de la primavera.

## Taxonomía
Plantago macrorrhiza fue descrita por Jean Louis Marie Poiret y publicado en Voyage en Barbarie 2: 114. 1789.
Etimología
Plantago: nombre genérico que deriva de  plantago = muy principalmente, nombre de varias especies del género Plantago L. (Plantaginaceae) –relacionado con la palabra latina planta, -ae f. = "planta del pie"; por la forma de las hojas, según dicen–. Así, Ambrosini (1666) nos cuenta: “Es llamada Plantago por los autores latinos, vocablo que toman de la planta del pie (a causa de la anchura de sus hojas, las que recuerdan la planta del pie; y asimismo porque las hojas tienen líneas como hechas con arado, semejantes a las que vemos en la planta del pie)”
macrorrhiza: epíteto latíno que significa "con grandes raíces".
Citología
Números cromosomáticos de Plantago lanceolata (Fam. Plantaginaceae) y táxones infraespecíficos: 2n=12